# Nationalstraße 58 (Japan)
Die Nationalstraße 58 (jap. 国道58号, Kokudō Gojūhachi-gō) ist eine 245,2 km (Insgesamt 884,4 km mit Wasserstrecken) lange Nationalstraße in Japan. Sie führt von Kagoshima nach Naha, auf der Insel Okinawa.

## Verlauf
Die Nationalstraße 58 ist, mit ihren Wasserstrecken, die längste Nationalstraße in Japan. Auf Teilstrecken vor und in Naha verläuft sie parallel zur Okinawa Autobahn, die über diese Insel verläuft.
Sie beginnt in Kagoshima, wo sie nach 850 Metern den Hafen von Kagoshima erreicht, wo sie die erste Unterbrechung hat. Die Fähre verbindet das Festland mit Nishinoomote. Auf 48 km läuft die Straße über die Insel, wo sie am Südende dann den Hafen von Minamitane erreicht. Dort befindet sich die zweite Unterbrechung. Weiter verläuft sie 69 km über die Insel Amami-Ōshima, wo sie am Südende den Hafen von Setouchi erreicht. Dort befindet sich die dritte Unterbrechung. Die Straße beginnt auf ihrem letzten Teilstück am Oku River, wo sie dann in Küstennähe nach Nago verläuft. Ab dort führt sie parallel zur Okinawa Autobahn bis nach Naha, wo die Straße dann am Flughafen Naha endet.

## Geschichte
Der Vorgänger der noch zu bauenden Nationalstraße 58 auf Okinawa wurde im 15. Jahrhundert unter dem König Shō Kinpuku, Herrscher des Königreich Ryūkyū, gebaut. Er begann mit der sogenannten Yanbaru-kokudō (やんばる国道, Yanbaru-Nationalstraße), die um die gesamte Insel Okinawa führte. Die heutige Nationalstraße 58 liegt zu großen Teilen auf der damaligen Yanbaru-kokudō, wobei der Abschnitt zwischen Nago und Naha 1915 in eine Okinawa Prefecture Road umbenannt wurde. Die direkten Vorgänger der Nationalstraße 58 war die Military Road 1, welche in der Schlacht um Okinawa gegründet wurde. Die Nationalstraße war die Haupt-Route der Inseln im Zweiten Weltkrieg. Die Military Road 1 wurde am Anfang der Schlacht um Okinawa von den Amerikanern eingenommen und wurde schnell von den japanischen Kriegsgefangen neu aufgebaut und unterhalten. Die Straße wurde hauptsächlich gebaut, um schnell Militärfahrzeuge zu bewegen. Sie wurde danach wieder als Government Highway 1 bezeichnet, während der US-Besetzung. Nach der Rückgabe der Ryūkyū-Inseln 15. Mai 1972 wurde alle Straßen zu japanischen Nummern umbenannt und die Nationalstraße 58 bleibt die einzige Nationalstraße, die nach der Umbenennung der Haupt- und Nebenstraßen in 1965 eine 2-Stellige Nummer als Hauptstraße behält. Bis zum 30. Juli 1978 fuhr der Verkehr als einziger Ort in Japan auf der rechten Seite, wobei der Rest Japans links fuhr. Nach dem 730 switch änderte Okinawa die Fahrtrichtung auf links, um mit der Wiener Straßenverkehrskonvention übereinzustimmen.

## Galerie

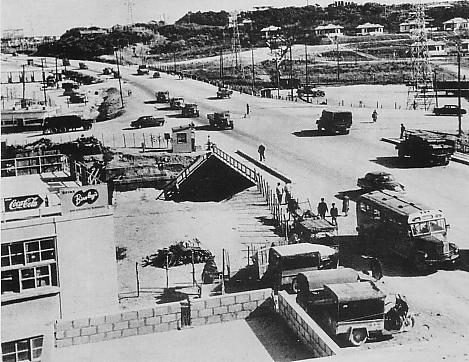
Der Government Highway 1 in 1954.
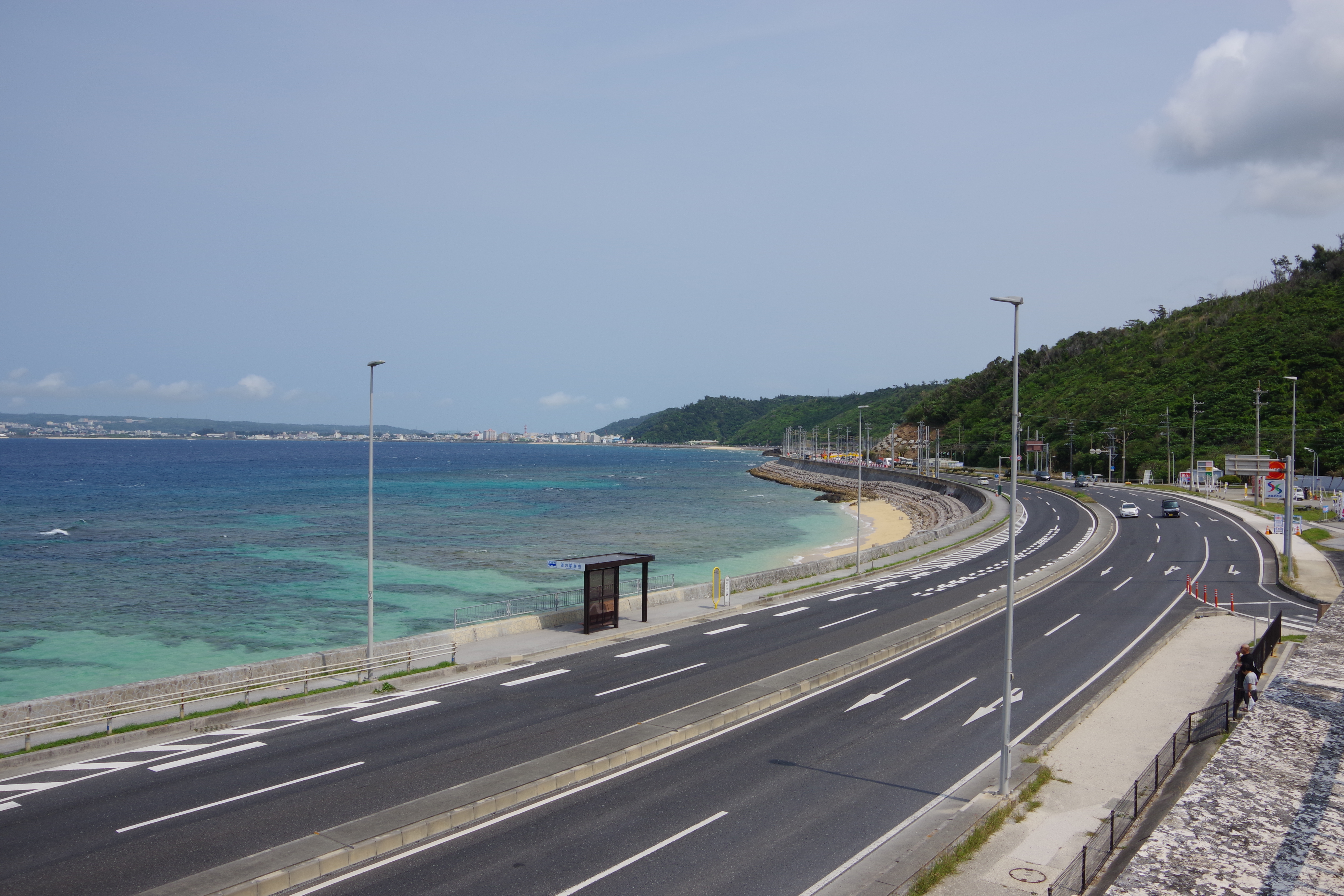
Die Nationalstraße 58 in Michinoeki Kyoda.
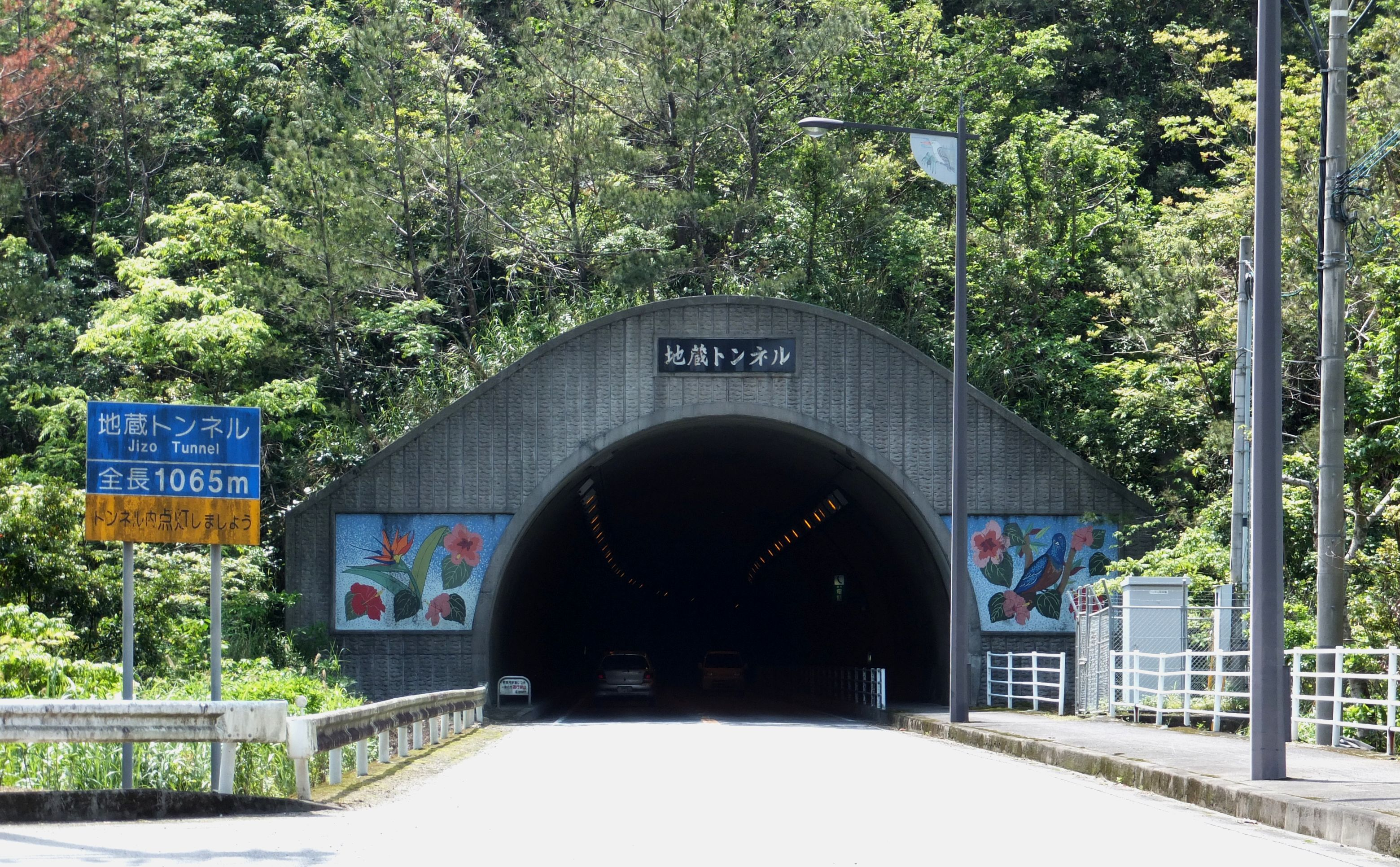
Der Jizo Tunnel.
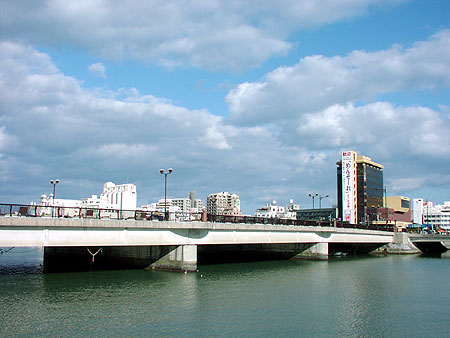
Die Meiji-Brücke in Naha.